# Angela Lorente
Pour les articles homonymes, voir Lorente.
 (janvier 2012).
Si vous disposez d'ouvrages ou d'articles de référence ou si vous connaissez des sites web de qualité traitant du thème abordé ici, merci de compléter l'article en donnant les références utiles à sa vérifiabilité et en les liant à la section « Notes et références ».
Angela Lorente, née le 24 juillet 1958, est une productrice d'événements télévisuels d'origine espagnole, travaillant en France.

## Biographie

### Enfance et études
Angela Lorente est née le 24 juillet 1958 à Barcelone (Catalogne) en Espagne.

### Carrière dans la radio et les soirées
En 1983, elle travaille pour Radio Nova. En 1986, elle est animatrice sur Radio 7 sous le pseudo « La Chica de la Radio Siete ». En 1987, elle organise des soirées au Palace sous le pseudonyme de « La Chica ».

### Carrière dans la télévision
À partir de 1988, elle travaille comme indépendante pour Joker Promotion avec Cédric Naïmi. Ensemble, ils inaugurent cette même année le théâtre Bobino puis le Charivari. En 1989, toujours sous contrat pour Joker Promotion, elle crée le style vestimentaire de nombreux artistes dont One O One chez CBS pour le clip Rock to the Beat. Elle réalise aussi son premier clip avec le titre Activ Rock de One o One puis French Kiss avec Lee Lewis, le premier contrat de danseur de Kamel Ouali.
En 1992, elle entre comme journaliste chez Mireille Dumas Productions. Elle collaborera à l'émission Bas les masques, puis réalisera en 1996 pour la même société de production le documentaire Graine de top models diffusé sur France 2.

#### Télé-réalité
En 2001, elle est responsable du casting de Loft Story sur M6.
En 2003, elle est directrice du département télé-réalité chez Glem (devenu TF1 Productions) et produit : Greg le millionnaire, L'Île de la tentation, Queer ou encore Mon incroyable fiancé avant d'obtenir la direction générale de Fox Télévision en France.
Depuis 2007, elle est de retour à TF1 où elle dirige en tant que directrice le département télé-réalité en produisant notamment Secret Story, Star Academy, Mon incroyable fiancé 2 et en 2010 la troisième édition de La Ferme Célébrités. Elle quitte son poste en juillet 2014.
En septembre 2015, elle devient chroniqueuse pour la quatrième saison de Touche pas à mon poste ! sur D8 (septième depuis sa création sur France 4) avant de quitter l'émission en novembre 2015,.
De décembre 2015 à juillet 2016, elle travaille sur NRJ 12 où elle a la mission de relancer les audiences en déclin de la chaîne.

## Programmes sur lesquels elle a travaillé
- Loft Story
- Koh-Lanta
- Greg le millionnaire
- L'Île de la tentation
- Queer
- Star Academy
- Mon incroyable fiancé
- La Ferme Célébrités 3
- Qui veut épouser mon fils ?
- Secret Story
- 3 Princes à Paris
- Carré ViiiP
- Le Mad Mag